# Pozo de Almoguera
Pozo de Almoguera è un comune spagnolo di 161 abitanti situato nella comunità autonoma di Castiglia-La Mancia.